# Kilometerbank
Kilometerbank ist bzw. war der Name verschiedener Fahrkartensysteme im Schienenverkehr auf Basis eines Guthabens. Allen Systemen gemein ist, dass der Kunde im Vorfeld ein gewisses Guthaben an Kilometern (manchmal auch einen Wertbetrag) erwirbt, welches anschließend auf dem Schienennetz des Bahnunternehmens eingelöst werden kann.

## Österreich

Deckblatt einer Kilometerbank der ÖBB von 1989

Die ÖBB Kilometerbank und die Grüne Bank waren ein Blankofahrscheinsystem für den Schienenpersonenfernverkehr. Ein Kunde konnte entweder ein Guthaben von 2000 oder 5000 Kilometern (Kilometerbank) oder von 2000 ÖS (Grüne Bank) erwerben und damit Fahrten, mit bis zu sechs Personen und in beiden Klassen, ab einer Mindeststrecke von 71 km, im gesamten österreichischen Schienennetz absolvieren. Anstatt eines klassischen Fahrscheins wurden die Reiseangaben in ein Datenheft eingetragen und vom Schaffner bestätigt. Beide Produkte wurden mit 30. September 1999 eingestellt.
Die WESTbahn bot zwischen Betriebsbeginn 2011 und 15. Dezember 2014 übertragbare Kilometerbanken zu 1.000 km und 5.000 km, zeitweise auch zu 5.555 km und 10.000 km an, die ohne Mindeststrecke in den Zügen genutzt werden konnten.
Zuletzt bot die WESTbahn in Form der WESTbahn-Bank Wertguthaben in zwei Größen an, 150 Euro (zum Preis von 135 Euro) und 450 Euro (zum Preis von 400 Euro). Eine WESTbahn-Bank war ab Kauf 30 Jahre lang gültig. Dieses Angebot wurde zum 23. November 2022 eingestellt.

## Tschechien
Die Tschechische Bahn bot mit der Kilometerbank 2000 (Kilometrická banka) eine ähnliche Fahrkarte an allen Fahrkartenschaltern an. Mit dieser Fahrkarte konnte der Fahrgast insgesamt ca. 2000 km innerhalb eines halben Jahres mit den Zügen der ČD innerhalb der Tschechischen Republik zurücklegen. Zuletzt kostete eine Kilometerbank 2.200 Tschechische Kronen, das entspricht 4 Eurocent pro km.
Die Fahrkarte konnte bis zu 2 Monate im Voraus erworben werden und war ab dem ersten Gültigkeitstag maximal 6 Monate gültig. Die Fahrstrecken wurden je Reise einzeln abgebucht. Mindestentfernung waren 100 km bei Erwachsenen und 50 km bei Kindern. Es wurden bei einer Einzelfahrt maximal 400 Tarif-km abgebucht.
Der Kunde musste die Fahrstrecke auf dem Fahrschein vermerken. Die Ermittlung der Tarif-Kilometer und die Abbuchung erfolgte durch den Zugbegleiter. Im Falle eines nicht ausreichenden Guthabens konnte der Restbetrag des Fahrpreises in bar bezahlt werden oder eine neue Kilometerbank für die anteilige Strecke angefangen werden.
Das Angebot wurde zum 14. April 2022 eingestellt.